# Canavalia piperi
Canavalia piperi är en ärtväxtart som beskrevs av Ellsworth Paine Killip och James Francis Macbride. Canavalia piperi ingår i släktet Canavalia och familjen ärtväxter. Inga underarter finns listade i Catalogue of Life.